# Rivière Shawsheen
La Shawsheen est un affluent du Merrimack long de 43 km traversant le nord-est du Massachusetts. Son nom a été orthographié de bien des façons différentes : selon l'essai de Sarah Bailey, History of Andover, « Shawshin » est la graphie la plus courante dans les anciens documents, mais l'on trouve aussi Shawshine, Shashin, Shashine, Shashene, Shawshene et même, plus tard, Shawsheen. Ce mot, selon Bailey, signifie « Grande source. »
Le cours de cette rivière est orienté vers le nord ; elle traverse les villes de Bedford (Massachusetts), Billerica, Wilmington, Tewksbury, Andover et Lawrence, où elle se déverse dans le Merrimack. Elle a joué un rôle important dans le développement économique de la région, avec ses nombreux moulins hydrauliques. Les parcs et chemins aménagés depuis le long de la rivière par la Shawsheen River Watershed Association tentent de faire revivre ce patrimoine.
Au mois de juin 2001, le Merrimack River Watershed Council a porté la rivière sur la nomenclature 303(d) du Clean Water Act en raison de la qualité déplorable de ses eaux.